# Ференц Естерхази (1533–1604)
Ференц Естерхази (мађ. Ferenc Esterházy de Galántha, 1533 — Галанта, 1604), барон, касније гроф, био је мађарски племић, који је служио као подишпан ( Viscount, vicecomes) жопаније Пожоњ од 1579. године. Био је предак богате и престижне куће Естерхази.
Његови родитељи су били Бенедек Зерхас (или Естерхаз), из рода Саламона, и Илона Бессениеи де Галантха. Био је први из своје породице који је користио титулу „Галанта“ (galánthai) када је наследио властелинство Галанта (данас: Галанта, Словачка) од своје мајке. Након очеве смрти 1553. године, саградио је вилу у ренесансном стилу 1600. Још један, неоготички замак који се налази у граду, подигла два његова сина, Данијел и Пал 1633. године.
Ференц је учествовао у походу на Османско царство 1596. године. Служио је у војсци под заповедништвом грофа Миклоша Палфија. Његов син Иштван погинуо је у бици код Керештеша 26. октобра 1596. године.
Ференц Естерхази се оженио 1566. године са Жофијом Илешхази од Илешхаза (1547–1599), (сестром палатина Иштвана Илешхазија). Ференц и Жофија су им тринаесторо деце, једно од њих је био Миклош Естерхази био је оснивач западно-мађарске племићке лозе Естерхазија која је постала једна од највећих и најутицајнијих аристократских породица краљевине Мађарске.